# Hemicladus dejeanii
Hemicladus dejeanii är en skalbaggsart som beskrevs av Jean Baptiste Lucien Buquet 1857. Hemicladus dejeanii ingår i släktet Hemicladus och familjen långhorningar. Inga underarter finns listade i Catalogue of Life.